# Kościół Narodzenia Najświętszej Maryi Panny w Siedlisku
Kościół pw. Narodzenia Najświętszej Maryi Panny w Siedlisku – rzymskokatolicki kościół parafialny należący do parafii pod tym samym wezwaniem (dekanat Nowa Sól diecezji zielonogórsko-gorzowskiej).

## Architektura
Jest to kościół ewangelicki (kalwiński) ufundowany przez Jerzego Schönaicha około 1610 roku. Budowla została założona na planie prostokąta, posiada jedną nawę, wzniesiono ją w konstrukcji szachulcowej. W 1742 roku została rozbudowana o przybudówki - zakrystię i kruchtę. Częściowo w XVIII wieku, a następnie całkowicie w XIX wieku została pokryta tynkiem. We wnętrzu znajdują się drewniane empory.